# Championnat du monde A de rink hockey masculin 2015
Navigation
Championnat du monde masculin A 2013 World Cup 2017
Le championnat du monde A de rink hockey masculin 2015 est la 42e édition du championnat du monde A de rink hockey. Il se déroule à Mouilleron-le-Captif près de La Roche-sur-Yon en France, du 20 au 27 juin 2015. Il s'agit de la plus importante compétition mondiale de rink hockey. La France a déjà accueilli la compétition féminine pour la première fois à Tourcoing en 2014, mais c'est la première fois qu'elle accueille la compétition masculine depuis sa création.
Il s'agit de la dernière édition du championnat du monde à être organisé isolément des autres championnats du monde des disciplines de rollers. À partir de 2017 se déroulent les premiers World Roller Games, à Nankin en Chine. Il s'agit d'un évènement organisé par la FIRS qui regroupe tous les championnats mondiaux des différentes disciplines de la fédération, à savoir outre le rink hockey, le patinage artistique, la course, le roller in line hockey.
L'équipe d'Espagne tenante du titre depuis l'édition 2005 et qui n'a pas perdu une seule rencontre depuis 2003 est considérée comme la favorite au titre. Malgré une prestation vacillante en début de mondial face à l'Angola, elle parvient à se qualifier pour la finale face à l'équipe d'Argentine. Mais pour cette quatrième finale consécutive entre ces deux équipes, c'est l'Argentine qui obtient le titre mondial pour la première fois depuis l'édition 1999.

## Préparation de l’événement

### Désignation de la ville hôte
Le club de La Vendéenne à La Roche-sur-Yon est candidate à l'organisation de l'édition 2013 mais le CIRH, lors de son assemblée générale du 29 octobre 2010 lui préfère la ville de Luanda en Angola. L'Angola devient alors le premier pays africain à organiser un mondial. 
Durant l'assemblée générale du 28 septembre 2011 de San Juan en Argentine, en marge du championnat du monde 2011, la France réitère sa candidature mais pour l'édition 2015. Le CIRH désigne La Roche-sur-Yon hôte du championnat du monde. La candidature yonnaise prime en raison de l'expérience de la ville dans l'organisation de compétitions internationales comme le championnat d'Europe 2004 et de nombreuses compétitions jeunes (Euro U17 1993, Euro U20 1995, Euro U17 1997). De plus, le règlement international donne priorité aux nations n'ayant jamais accueillis la compétition. La France, contrairement aux autres candidats en lice que sont l'Italie avec Milan, l'Allemagne avec Wuppertal et le Portugal avec Lisbonne, ont toutes accueilli au moins une édition du championnat du monde.

### Organisation
Le comité local d'organisation mondial rink hockey 2015 est une association déclarée. Elle est créée le 19 novembre 2014 à La Roche-sur-Yon dans la salle de l'Angelmière où se déroule les rencontres de l'équipe de la ville. Lucas Gaucher, président du club vendéen La Vendéenne, est le coordinateur général de ce comité qui est à la tête d'un budget total alloué de 324 000 euros et de près de 220 bénévoles. Ces derniers sont chargés du bon déroulement des épreuves et l'accueil du public.
La compétition ne se déroule pas dans la salle du club, mais au Vendéspace. Il s'agit d'un complexe sportif d'environ 3 700 places ouvert en 2012 à Mouilleron-le-Captif et financé en grande partie par le Conseil général de la Vendée. Il est doté d'un parquet spécialement conçu pour l'occasion d'un valeur de 105 000 euros. À la suite du mondial, le parquet est déplacé dans la salle de l'Angelmière.

### Cérémonie d'ouverture
La brève cérémonie d'ouverture débute par un spectacle artistique de danse de la compagnie Sula Bula, chorégraphié par Karen Vintour. Les seize danseurs et danseuses, représentant chacun un pays participant à la compétition par les couleurs de leurs vêtements, sont accompagnés par des tubes fluorescents. Les délégations rentrent une à une en rejoignant les danseurs et les tubes fluorescents restés sur la scène. Les hymnes nationales, abrégées à vingt secondes, retentissent avant les discours prononcés par les officiels.

## Acteurs du championnat
Seize équipes de trois continents participent à la compétition. Les pays qualifiés sont les 13 premiers du championnat du monde A 2013 et les trois premiers du championnat du monde B 2014, seconde division du championnat du monde. L'Europe est le continent le plus représenté avec neuf sélections, devant l'Amérique du Sud, quatre sélections, et l'Afrique, trois sélections.
| Carte                                                                  | Europe | Amérique du Sud                                                              | Afrique                                                              |
| ---------------------------------------------------------------------- | --- | ---------------------------------------------------------------------------- | -------------------------------------------------------------------- |
| Planisphère représentant les pays participant à la Coupe du monde 2015 | - Allemagne : 35e phase finale - Angleterre : 22e - Autriche : 2e - Espagne : 40e - France : 32e - Italie : 42e - Pays-Bas : 34e - Portugal : 42e - Suisse : 35e | - Argentine : 29e phase finale - Brésil : 26e - Chili : 22e - Colombie : 10e | - Afrique du Sud : 3e phase finale - Angola : 17e - Mozambique : 11e |

Au regard des résultats du championnat du monde A 2013 à Luanda et du championnat du monde B 2014, les 16 sélections participantes ont été réparties en quatre groupes. Le nombre entre parenthèses qui suit un pays correspond à sa position dans le classement (de type ELO) des équipes nationales masculines.
| Groupe A      | Groupe B        | Groupe C       | Groupe D            |
| ------------- | --------------- | -------------- | ------------------- |
| Espagne (1)   | Argentine (3)   | Portugal (2)   | Chili (7)           |
| France (10)   | Mozambique (9)  | Brésil (11)    | Italie (4)          |
| Angola (5)    | Suisse (17)     | Allemagne (13) | Afrique du Sud (23) |
| Pays-Bas (31) | Angleterre (21) | Autriche (24)  | Colombie (19)       |

Quatre pays sont les grands prétendants pour l'obtention du titre de champion du monde ainsi que pour les places d'honneurs. Il s'agit de l'Espagne, du Portugal, de l'Argentine et de l'Italie. Ces quatre équipes ont chacune remporté au moins un mondial au cours des deux décennies qui précédent la compétition et seules deux médailles ont échappé à ce quatuor depuis 1958. 
Cependant d'autres pays ont de fortes ambitions pour le championnat. Le Chili se donne pour objectif de remporter une médaille après la quatrième place obtenue au mondial précédent. Pour se faire Mauricio Llera a sélectionné Marc Figa, l'ancien international junior espagnol. Ce dernier obtient l'autorisation de concourir dans l'équipe chilienne peu avant le début de la compétition. Le Chili n'est pas le seul pays à avoir naturalisé un joueur spécialement pour la compétition. C'est aussi le cas du Mozambique avec l'ancien gardien international du Portugal, Carlos Silva. La sélection est dirigée par Pedro Nunes, l'entraineur du Benfica Lisbonne et champion du championnat portugais. L'équipe ambitionne d'atteindre les quarts de finale, en battant la Suisse et en rivalisant face à l'Argentine, pour ensuite atteindre la 4e ou 5e place. La seconde ancienne colonie portugaise, l'Angola a un objectif plus modeste. Elle se fixe d'atteindre le dernier quart après avoir obtenu une neuvième place au précédent mondial. La France, pays hôte de la compétition, se fixe le même objectif en voulant atteindre les quarts de finale. 
L'Angleterre est le seul pays à avoir été champion du monde mais à ne pas être favori dans la compétition. Les Anglais viennent juste d'être promus de la division inférieure en terminant à la seconde place du championnat du monde « B » en 2014. Ils perdent en finale contre l'équipe d'Autriche. Cette dernière obtient alors son premier titre mondial de division « B ». Le troisième promu pour jouer en France est l'équipe des Pays-Bas.

## Déroulement

### Phases de qualification

#### Groupe A
L'Espagne, ayant remporté les cinq derniers titres de champion du monde, est le favori du groupe A. L'équipe ibérique confirme cette position lors du premier match face au pays hôte de la compétition. Marc Gual réalise une excellente entrée en jeu, en marquant à quatre reprises, refroidissant un public venu en nombre. En revanche, lors de sa seconde rencontre, l'équipe angolaise a fait trembler l'Espagne qui obtient tout de même une laborieuse victoire. Lors de la séance de pénaltys, les buteurs angolais restent muets, contrairement aux Espagnols. Les joueurs espagnols profitent d'une journée de repos avant d'entamer leur dernier match de la phase de poule face aux Pays-Bas. La rencontre s'engage avec un cinq majeur légèrement modifié par rapport aux autres rencontres. L'Espagne, dominateur, s'impose facilement lors de cette rencontre et termine premier de son groupe. Malgré sa défaite lors du match inaugurale, la France se ressaisit lors de son second match face aux Pays-Bas. Carlo Di Benedetto lance son équipe grâce à un triplé lors de la première mi-temps, que les Néerlandais ne parviennent pas à surmonter. Quant à elle, l'équipe angolaise a parfaitement réussi son entrée en compétition face aux Pays-Bas : l'unique représentant africain de la poule se défait facilement de leur adversaire. La dernière opposition de la phase de poule, et la plus attendue par le public français, se déroule entre l'Angola et la France : le vainqueur du match obtient son billet pour les quarts de finale, tandis que la perdant jouera les matchs de classement. Bien qu'ouvrant le score d'entrée de jeu, l'Angola craque en deuxième période. Pour la France, c'est « une autre compétition qui va démarrer » face à l'Argentine en quart de finale.
| Rang | Équipe      | Pts | J | G | N | P | Bp | Bc | Diff |  | Résultats |  |     |     |      |
| ---- | ----------- | --- | - | - | - | - | -- | -- | ---- |  | --------- |  | --- | --- | ---- |
| 1    | ' Espagne'T | 9   | 3 | 3 | 0 | 0 | 21 | 2  | +19  |  | Espagne   |  | 6-1 | 3-1 | 12-0 |
| 2    | France      | 6   | 3 | 2 | 0 | 1 | 11 | 7  | +4   |  | France    |  |     | 3-1 | 7-0  |
| 3    | Angola      | 3   | 3 | 1 | 0 | 2 | 9  | 8  | +1   |  | Angola    |  |     |     | 7-2  |
| 4    | Pays-BasP   | 0   | 3 | 0 | 0 | 3 | 2  | 26 | -24  |  | Pays-Bas  |  |     |     |      |

#### Groupe B
L'équipe la plus dominatrice de la poule B et ayant le plus de potentiel est sans aucun doute l'équipe Argentine, notamment en raison de sa supériorité dans la technique individuelle de ses joueurs. L'entrée en matière face aux Suisses donne à l'Argentine de bons espoirs quant à la suite du déroulement de la compétition. Profitant du laxisme défensif des helvètes, les vices champions du dernier mondial sortent victorieux de cette opposition parfaitement maitrisée. Lors de la seconde rencontre la sélection argentine réitère le jeu produit et son efficacité. Leurs adversaires, les Anglais, résistent en début de rencontre, mais les Argentins brisent rapidement leur rêve et sortent triomphant du match. En parallèle, le Mozambique affronte tout d'abord l'équipe anglo-saxonne : les Anglais sont défaits par les Mozambicains, malgré la réduction du score en fin de match par Marc Waddingham. Lors de la seconde journée, décisive pour l'attribution du second billet pour les quarts de finale, le Mozambique rencontre la Suisse. Le match très équilibré et incertain, tourne à l'avantage de l'équipe africaine qui obtient alors son passeport pour la suite de la compétition. L'équipe européenne se console en remportant aisément la place de troisième de la poule face à l'Angleterre. La dernière rencontre voit s'opposer les Argentins et les Mozambicains dans une rencontre devant décider de la tête du classement. Cueillis à froid par deux buts du Mozambique
, le triplé réalisé en moins d'une minute par Carlos Nicolia permet à l'Argentine de prendre l'avantage. Même si le Mozambique revient au score, la victoire n'échappe pas aux Sud-Américains. En atteignant tout de même les quarts de finale, le Mozambique est le meilleur pays africain de cette compétition.
| Rang | Équipe      | Pts | J | G | N | P | Bp | Bc | Diff |  | Résultats  |  |     |     |     |
| ---- | ----------- | --- | - | - | - | - | -- | -- | ---- |  | ---------- |  | --- | --- | --- |
| 1    | Argentine   | 9   | 3 | 3 | 0 | 0 | 20 | 6  | +14  |  | Argentine  |  | 5-4 | 7-1 | 8-1 |
| 2    | Mozambique  | 6   | 3 | 2 | 0 | 1 | 13 | 9  | +4   |  | Mozambique |  |     | 3-1 | 6-3 |
| 3    | Suisse      | 3   | 3 | 1 | 0 | 2 | 9  | 11 | -2   |  | Suisse     |  |     |     | 7-1 |
| 4    | AngleterreP | 0   | 3 | 0 | 0 | 3 | 5  | 21 | -16  |  | Angleterre |  |     |     |     |

#### Groupe C
Le Portugal, dernier vainqueur de la compétition avant le règne espagnol, est attendu comme l'équipe dominatrice de la poule C. Lors de son premier match, l'Allemagne comprend très rapidement cette domination en encaissant deux buts dans les trente premières secondes du match. Bien que les Allemands parviennent à revenir au score, c'est finalement le Portugal qui s'impose avec difficulté dans ce match. Lors de sa seconde rencontre, le Portugal offre un récital face à l'Autriche. La victoire des Portugais leur permettent d'obtenir leur qualification pour la suite de la compétition. Le dernier match du Portugal de la phase de poule se joue face à l'équipe du Brésil. Bien que la rencontre se déroule sous un faible rythme, les joueurs de Luís Senica parviennent à prendre l'ascendant sur les Brésiliens, et obtiennent la première place du groupe. Le second match de la première journée se déroule entre le Brésil et l'Autriche. Le Brésil prend l'avantage, sans jamais creuser d'écart. L'Autriche, promu du « Mondial B », en profite pour arracher une victoire inattendue. Le Brésil, déconcerté par cette défaite, ne parvient pas à rebondir lors de la seconde journée face à l'équipe allemande. La victoire des Allemands les élimine de la compétition. L'opposition entre les deux sélections germaniques est décisive pour la suite de la compétition. La supériorité des Allemands, notamment par leur circulation de balle, leur permettent de vaincre l'Autriche et de se qualifier pour les quarts de finale.
| Rang | Équipe    | Pts | J | G | N | P | Bp | Bc | Diff |  | Résultats |  |     |      |     |
| ---- | --------- | --- | - | - | - | - | -- | -- | ---- |  | --------- |  | --- | ---- | --- |
| 1    | Portugal  | 9   | 3 | 3 | 0 | 0 | 26 | 4  | +22  |  | Portugal  |  | 5-2 | 13-0 | 8-2 |
| 2    | Allemagne | 6   | 3 | 2 | 0 | 1 | 15 | 9  | +6   |  | Allemagne |  |     | 7-2  | 6-2 |
| 3    | AutricheP | 3   | 3 | 1 | 0 | 2 | 5  | 22 | -17  |  | Autriche  |  |     |      | 3-2 |
| 4    | Brésil    | 0   | 3 | 0 | 0 | 3 | 6  | 17 | -11  |  | Brésil    |  |     |      |     |

#### Groupe D
Pourtant favori de la quatrième poule, l'Italie est bousculé par la Colombie lors de son premier match. L'excellente entrée en matière de la Colombie, n'empêche pas l'Italie d'atteindre son objectif en remportant la rencontre. Les Italiens ne rencontrent pas la moindre difficulté face aux Sud-Africains, lors de leur seconde rencontre durant laquelle même le gardien italien parvient à marquer un but. L'Afrique du Sud connait ainsi sa deuxième lourde défaite, après celle de la vieille face au Chili durant laquelle les Sud-Africains se sont écroulés lors de la seconde période, après être parvenu à résister en première. La deuxième journée de compétition voit une opposition Sud-Américaine décisive pour la qualification pour les quarts de finale. C'est l'équipe chilienne qui tire un avantage en remportant la rencontre face à l'équipe colombienne, sortie de la compétition dès la seconde journée. Lors de la dernière journée, les équipes chilienne et italienne, toutes les deux invaincus, s'affrontent pour la première place du groupe. Le Chili a l'ambition de remporter la rencontre afin d'éviter le Portugal lors des quarts de finale. Mené de quatre buts par l'Italie, le Chili parvient à revenir au score. L'entraineur italien, lors d'un temps mort, parvient à remotiver ses joueurs leur permettant ainsi de mettre un but synonyme de victoire. Lors de la dernière rencontre face à l'Afrique du Sud, l'entraineur colombien en profite pour faire davantage participer les quelques joueurs qui n'ont pas encore eu beaucoup de temps de jeu jusqu'à présent.
| Rang | Équipe         | Pts | J | G | N | P | Bp | Bc | Diff |  | Résultats      |  |     |     |      |
| ---- | -------------- | --- | - | - | - | - | -- | -- | ---- |  | -------------- |  | --- | --- | ---- |
| 1    | Italie         | 9   | 3 | 3 | 0 | 0 | 24 | 7  | +17  |  | Italie         |  | 5-4 | 3-2 | 16-1 |
| 2    | Chili          | 6   | 3 | 2 | 0 | 1 | 22 | 8  | +14  |  | Chili          |  |     | 4-2 | 14-1 |
| 3    | Colombie       | 3   | 3 | 1 | 0 | 2 | 8  | 8  | 0    |  | Colombie       |  |     |     | 4-1  |
| 4    | Afrique du Sud | 0   | 3 | 0 | 0 | 3 | 3  | 34 | -31  |  | Afrique du Sud |  |     |     |      |

### Phases finales

#### Tableau finale

##### Quarts de finale
Les quatre équipes favorites ayant chacune remportées leur poule respective, aucune d'elles ne s'opposent lors des quarts de finale. Elles affrontent toutes des prétendants plus ou moins sérieux pour la suite de la compétition.
Le premier match voit une opposition inégale entre le quintuple champion du monde espagnol, face à l'ancienne colonie portugaise, le Mozambique. Les joueurs mozambicains ont d'emblée subit une forte pression hispanique. Il leur est impossible de produire le moindre jeu, si ce n'est que quelques contre-attaques que le gardien barcelonais, Egurrola, n'a aucune difficulté à faire face. Malgré cette aisance défensive et la forte possession, les attaquants européens ont besoin de patience. Ils ne parviennent à concrétiser qu'à seulement deux reprises en première période. Mais après le retour au vestiaire, les attaquants espagnols offrent un récital profitant des faiblesses des africains. Gil s'illustre en marquant cinq buts, permettant ainsi à son équipe de conclure avec neuf buts, alors que les attaquants adverses sont restés muets.
Lors de la seconde rencontre de la journée, l'équipe allemande qui n'est plus parvenu à atteindre le carré final depuis 1978 affronte l'équipe championne d'Europe en titre, l'Italie. Les jeunes allemands sont en train d'évoluer de manière très satisfaisante, réalisant un excellent début de compétition. La très bonne prestation en deuxième mi-temps leur permet, au grand étonnement de l'ensemble des compétiteurs, de surprendre les Italiens. Ceux-ci se font sortir de la course au titre en quarts de finale et doivent désormais jouer seulement pour des places de classement, tandis que l'Allemagne est assurée de faire sa meilleure performance des 40 dernières années,.
L'opposition suivante voit se rencontrer le Chili et le Portugal. Il s'agit de la revanche de la petite finale du mondial précédent, que les Portugais avaient réussi à remporter. Le gardien chilien pose d'importants problèmes à l'équipe lusophone durant la première période. Cependant au retour de la pause et d'entrée de jeu, le Portugal marque à quatre reprises en l'espace de trois minutes, notamment par l'intermédiaire de Gonçalo Alves. En perdant ce match, les Chiliens s'inclinent pour la 18e fois de rang face à leurs homologues portugais. La Otra roja comme elle se dénomme elle-même, ne rejoint pas le dernier carré comme lors du mondial en Angola, et laisse le Portugal au vainqueur du dernier match de la journée.
L'ultime partie de la journée est celle entre la France, l'hôte du championnat, et l'Argentine. Lors de la préparation du mondial, ces deux équipes se sont opposées à trois reprises qui tournent toujours à l'avantage des sud-américains. Cette domination se traduit dès la première mi-temps durant laquelle, il ne faut que cinq minutes aux Argentins pour prendre l'avantage. Ils profitent les défaillances des Français trop timorés, qui ne parviennent pas à concrétiser leurs rares actions. En deuxième période, Lucas Ordoñez l'attaquant vedette de Barcelone ajoute deux nouveaux buts au compteur argentin. L'attaque française restant impuissante, le score reste figé à 5 contre 0. C'est la 27e fois, lors des 29 dernières éditions, que l'Argentine parvient dans le carré final.

##### Demi-finales
La première demi-finale oppose l'Espagne à l'Allemagne. Les Espagnols tentent d'accéder à leur sixième finale consécutive, tandis que les Allemands viennent de s'assurer du meilleur résultat de leur histoire. Ces derniers, présents à cinq reprises à ce stade de la compétition, n'ont jamais réussi à faire mieux qu'une quatrième place dont la dernière remonte à 1978. Après leur surprenante victoire face à l'équipe championne d'Europe, qui par ailleurs avait mis un terme à l'hégémonie européenne de l'Espagne l'année précédente, les Allemands abordent la rencontre avec la même détermination.
D'entrée de jeu, ils posent d'importants problèmes aux ibériques et prennent l'avantage dès la 2e minute ; Liam Hages parvient à marquer un but au gardien le plus titré de Barcelone, en faisant un tir en cloche. Surpris les espagnols répondent par un doublé de Jordi Bargalló dont un tir puissant en lucarne, puis par Josep Lamas. Les espagnols sont en possession de la balle et dominent le jeu, mais cela ne freinent pas les allemands qui inscrivent un nouveau but. Malheureusement pour ces derniers, ils ne profitent pas des supériorités numériques dont ils disposent. De leur côté, les hispaniques ne se relâchent pas et inscrivent trois buts supplémentaires qui scellent la rencontre dont le second but du mondial pour Eduard Lamas. La logique sportive est respectée, l'Espagne accède à la finale tandis que l'Allemagne se contente de la petite finale.
L'Argentine, qui vient de battre le pays hôte espèrent atteindre la finale pour la quatrième fois d'affilée et obtenir la chance de disputer le titre qui lui échappe depuis 1999. Face à elle, le Portugal souhaite également participer à la finale à la porte de laquelle il reste depuis quatre éditions et qu'il n'a pas atteint depuis sa victoire en 2003. L'Argentine et le Portugal possèdent un niveau offensif similaire ce qui laisse présager que la rencontre se décidera sur les performances défensives des deux équipes. 

La défaillance de la défense argentine permet à Hélder Nunes, le jeune joueur d'Oporto, de marquer deux buts en moins d'une minute qui permettent au Portugal de reprendre l'avantage. Alves, qualifié de meilleur joueur portugais par la presse argentine, manque en début de seconde période un coup franc direct. Lucas Ordoñez, la nouvelle recrue argentine de Barcelone, marque un but du milieu du terrain mais ne parvient pas à réaliser le doublé sur coup franc direct quelques minutes plus tard. Le gardien portugais, Ângelo Girão, ne sera pas aussi performant en concédant un but face à Carlos Nicolia. Pour parachever la rencontre, l'Argentine ajoute un cinquième but dans la dernière minute. La rencontre entre les deux équipes est très équilibrée mais les Argentins sont plus réalistes dans les moments décisifs ce qui leur permet d'accéder à la finale. 

##### Finale
Il s'agit de la quatrième finale consécutive entre l'Espagne et l'Argentine. Les trois précédentes sont remportées par les Européens qui tentent d'obtenir leur 17e couronne. Le dernier titre de l'Argentine, lui, remonte à 1999, obtenu encore contre l'Espagne alors que le championnat se déroule à Reus. L'Argentine veut conjurer sa mauvaise série qui la fait perdre en finale d'un unique but lors des dernières éditions et qui lui vaut cinq défaites, non-consécutives, en finale toutes contre l'Espagne depuis son dernier titre. 
Bien que l'Argentine soit dominatrice en début de partie,, c'est l'Espagne, par l'intermédiaire de Jordi Bargalló, qui ouvre le score dès la quatrième minute. L'Espagne est en difficulté. Ses joueurs, en manque d'inspiration, se précipitent trop et manquent de collectif. Le Sanjuanino Lucas Ordoñez en profite et égalise avec une demi-volée quelques minutes plus tard. Trois minutes après l'égalisation, son coéquipier David Páez donne l'avantage à l'Argentine sur un tir extérieur. Ce dernier, âgé de 39 ans et en quête d'un second sacre mondial, en profite même pour inscrire un doublé avant la mi-temps. Le score à la pause est de 3 à 1 en faveur des Sud-Américains. 
Durant le match, l'équipe argentine n'est pas seulement encouragée par ses supporters ayant fait le déplacement. Le public français, bien que l'Argentine ait battue l'équipe hôte, encourage les Sud-Américains au détriment des Ibériques. À la 29e minute, Ordoñez converti avec succès un coup franc direct. À moins de cinq minutes du terme du championnat, les bleus et blanc font preuve d'une grande maitrise en déployant tout leur répertoire. Carlos Nicolia inscrit alors un cinquième but pour les bleus et blancs imité immédiatement après par de nouveau Ordoñez qui réalise un triplé en finale de championnat du monde. 
Même en étant privée de Pablo Alvarez et Matías Pascual, deux de ses meilleurs joueurs, blessés avant la compétition, l'Argentine remporte la finale avec facilité en dominant la finale du début à la fin. L'Argentine est sacrée pour la cinquième fois de son histoire. Cela met fin à une période de 16 années sans titres mondiaux. Par ailleurs, elle prive l'Espagne de son 6e titre consécutif. Cette défaite est aussi sa première en compétition officielle depuis 12 ans. Elle met un terme à une série d'invincibilité de 68 victoires et de 3 égalités. Malgré la belle prestation d'Aitor Egurrola, le gardien espagnol, son équipe encaisse sa plus lourde défaite depuis les années 1980. 
| Match 48           | Espagne             | 1 - 6 | Argentine | Vendéspace, Mouilleron-le-Captif                              |                                                               |
| 27 juin 2015 21h15 | Bargalló 4 min 32 s |       | · 8 min 33 s Ordoñez · 11 min 46 s Paez · 14 min 59 s Paez · 28 min 43 s Ordoñez · 36 min 01 s Nicolia · 36 min 20 s Ordoñez | Spectateurs : 3 750 Arbitrage : Pinto, Da Prato Table : Esoli | Spectateurs : 3 750 Arbitrage : Pinto, Da Prato Table : Esoli |
| 27 juin 2015 21h15 | Rapport             |       | | Spectateurs : 3 750 Arbitrage : Pinto, Da Prato Table : Esoli | Spectateurs : 3 750 Arbitrage : Pinto, Da Prato Table : Esoli |

| ESPAGNE :      |    |                        |
|                |    |                        |
| Cinq majeur :  |    |                        |
| Gardien de but | 1  | Aitor Egurrola         |
| JdC            | 3  | Marc Gual              |
| JdC            | 4  | Jordi Bargalló         |
| JdC            | 8  | Josep Lamas            |
| JdC            | 9  | Pedro Gil              |
| Remplaçants :  |    |                        |
| JdC            | 2  | Antonio Pérez González |
| JdC            | 5  | Ton Baliu              |
| JdC            | 6  | Eduard Lamas           |
| JdC            | 7  | Jordi Adroher          |
| Gardien de but | 10 | Carles Grau            |
| Entraîneur :   |    |                        |
|                |    | Quim Paüls             |

| ARGENTINE :    |    |                  |
|                |    |                  |
| Cinq majeur :  |    |                  |
| Gardien de but | 12 | Valentín Grimalt |
| JdC            | 5  | Carlos Nicolia   |
| JdC            | 15 | Matías Platero   |
| JdC            | 18 | Carlos López     |
| JdC            | 57 | Reinaldo García  |
| Remplaçants :  |    |                  |
| Gardien de but | 1  | Ariel Svriz      |
| JdC            | 8  | David Páez       |
| JdC            | 9  | Lucas Ordoñez    |
| JdC            | 88 | José Garcia      |
| JdC            | 99 | Gonzalo Romero   |
| Entraîneur :   |    |                  |
|                |    | Dario Giuliani   |

#### Tableaux inférieurs

##### Matchs de classement - place 3 à 8
Le premier des deux matchs opposant les perdants des quarts de finale oppose le Mozambique à l'Italie. 
Le second match oppose le Chili et la France. Après une défaite sans surprise face au Portugal en quart, le Chili ne peut plus rééditer la performance du précédent mondial qui l'a conduit jusqu'en demi-finale. Le Chili qui est renforcé par l'ancien international espagnol Marc Figa tout juste naturalisé, rencontre l'équipe hôte de la compétition, la France. Les Chiliens prennent la rencontre en main, en profitant de deux expulsions temporaires de français, pour mener de deux buts à la mi-temps. Cependant, Carlo Di Benedetto parvient à réduire le score avant qu'Anthony Weber n'égalise sur pénalty à une minute du terme de la rencontre. Il s'ensuit des prolongations se jouant au but en or durant lesquelles Rémi Herman donne la victoire à la France à 37 secondes des tirs au but. 
En début de match, le Mozambique mène au score, sans jamais laisser l'avantage au Chili. Bien que la rencontre soit accrochée jusqu'à la mi-temps, le Chili ne peut faire face à l'expérience portugaise des joueurs du Mozambique. Les chiliens trop émotifs ne sont plus concentrée : ils laissent les Mozambicains marquer quatre buts de rang. Durant la rencontre, Araújo parvient à transformer à lui seul trois tirs au but. Les Chiliens qui ont commencé victorieusement leurs deux premiers matchs du tournoi, ne parviennent qu'à réaliser une huitième place, bien en deçà de leur quatrième place en 2013. Ils laissent la septième place au Mozambique. 
Le match pour la sixième place oppose l'Italie au local français. Les locaux victorieux des chiliens ne peuvent rien faire face à l'Italie. Ce dernier l'emporte par six buts à trois. 
Le Portugal qui souhaite faire oublier sa défaite de la veille réalise une puissante entrée face à l'Allemagne. Il ne faut que cinq minutes pour les Portugais pour ouvrir le score sur un tir éloigné. Hélder Nunes, après avoir été passeur décisif lors de la contre-attaque à l'origine du second but, marque de nouveau sur un tir au but. Un dernier but portugais porte le score à quatre contre zéro à la mi-temps. Le retour des vestiaires est marqué par une diminution de la vitesse de jeu des latins. Les Allemands en profitent pour marquer à trois reprises dont un doublé pour Lucas Karschau sur des tirs au but et coup franc direct. Cette remontée, provoquant une grande incertitude sur l'issue de la partie, les Portugais rehaussent leur niveau de jeu en marquant par trois fois. Cela leur permet d'obtenir une quatrième médaille de bronze consécutive. 
|  | Quarts de finale     | Quarts de finale     |                      |                      | Demi-finales           | Demi-finales           |   |  | Finale              | Finale              |
|  | Quarts de finale     | Quarts de finale     |                      |                      | Demi-finales           | Demi-finales           |   |  | Finale              | Finale              |
|  |                      |                      |                      |                      |                        |                        |   |  |                     |                     |
|  | 25/06/2015 à 16 h 0  | 25/06/2015 à 16 h 0  |                      |                      | 26/06/2015 à 17 h 40   | 26/06/2015 à 17 h 40   |   |  | 27/06/2015 à 21 h 0 | 27/06/2015 à 21 h 0 |
|  | 25/06/2015 à 16 h 0  | 25/06/2015 à 16 h 0  |                      |                      | 26/06/2015 à 17 h 40   | 26/06/2015 à 17 h 40   |   |  | 27/06/2015 à 21 h 0 | 27/06/2015 à 21 h 0 |
|  | Espagne              | 9                    |                      |                      | 26/06/2015 à 17 h 40   | 26/06/2015 à 17 h 40   |   |  | 27/06/2015 à 21 h 0 | 27/06/2015 à 21 h 0 |
|  | Espagne              | 9                    |                      |                      | 26/06/2015 à 17 h 40   | 26/06/2015 à 17 h 40   |   |  | 27/06/2015 à 21 h 0 | 27/06/2015 à 21 h 0 |
|  | Mozambique           | 0                    |                      |                      | 26/06/2015 à 17 h 40   | 26/06/2015 à 17 h 40   |   |  | 27/06/2015 à 21 h 0 | 27/06/2015 à 21 h 0 |
|  | Mozambique           | 0                    | Espagne              | 6                    |                        |                        |   |  | 27/06/2015 à 21 h 0 | 27/06/2015 à 21 h 0 |
|  | 25/06/2015 à 17 h 40 |                      | Espagne              | 6                    |                        |                        |   |  | 27/06/2015 à 21 h 0 | 27/06/2015 à 21 h 0 |
|  |                      | Allemagne            | 2                    |                      |                        |                        |   |  | 27/06/2015 à 21 h 0 | 27/06/2015 à 21 h 0 |
|  | Italie               | Allemagne            | 2                    | 6                    |                        |                        |   |  | 27/06/2015 à 21 h 0 | 27/06/2015 à 21 h 0 |
|  | Italie               |                      |                      | 6                    |                        |                        |   |  | 27/06/2015 à 21 h 0 | 27/06/2015 à 21 h 0 |
|  | Allemagne            | 7                    |                      |                      |                        |                        |   |  | 27/06/2015 à 21 h 0 | 27/06/2015 à 21 h 0 |
|  | Allemagne            | 7                    | Espagne              | 1                    |                        |                        |   |  |                     |                     |
|  | 25/06/2015 à 19 h 30 |                      | Espagne              | 1                    |                        |                        |   |  |                     |                     |
|  |                      | Argentine            | 6                    |                      |                        |                        |   |  |                     |                     |
|  | Portugal             | Argentine            | 6                    | 6                    |                        |                        |   |  |                     |                     |
|  | Portugal             | 26/06/2015 à 19 h 30 |                      | 6                    |                        |                        |   |  |                     |                     |
|  | Chili                | 0                    |                      |                      |                        |                        |   |  |                     |                     |
|  | Chili                | 0                    | Portugal             | 2                    |                        |                        |   |  |                     |                     |
|  | 25/06/2015 à 21 h 15 | 25/06/2015 à 21 h 15 | Portugal             | 2                    | Match pour la 3e place | Match pour la 3e place |   |  |                     |                     |
|  | 25/06/2015 à 21 h 15 | 25/06/2015 à 21 h 15 |                      | Argentine            | Match pour la 3e place | Match pour la 3e place | 5 |  |                     |                     |
|  | Argentine            | 5                    | 27/05/2015 à 19 h 20 | 27/05/2015 à 19 h 20 |                        |                        | 5 |  |                     |                     |
|  | Argentine            | 5                    | 27/05/2015 à 19 h 20 | 27/05/2015 à 19 h 20 |                        |                        |   |  |                     |                     |
|  | France               | 0                    |                      | Allemagne            | 3                      |                        |   |  |                     |                     |
|  | France               | 0                    |                      | Allemagne            | 3                      |                        |   |  |                     |                     |
|  |                      |                      |                      |                      |                        |                        |   |  | Portugal            | 7                   |
|  |                      |                      |                      |                      |                        |                        |   |  | Portugal            | 7                   |

|  | Places 5 à 8         | Places 5 à 8        |                |   | Cinquième place      | Cinquième place      |
|  | Places 5 à 8         | Places 5 à 8        |                |   | Cinquième place      | Cinquième place      |
|  |                      |                     |                |   |                      |                      |
|  | 26/06/2015 à 16 h 0  | 26/06/2015 à 16 h 0 |                |   | 27/06/2015 à 17 h 30 | 27/06/2015 à 17 h 30 |
|  | 26/06/2015 à 16 h 0  | 26/06/2015 à 16 h 0 |                |   | 27/06/2015 à 17 h 30 | 27/06/2015 à 17 h 30 |
|  | Mozambique           | 2                   |                |   | 27/06/2015 à 17 h 30 | 27/06/2015 à 17 h 30 |
|  | Mozambique           | 2                   |                |   | 27/06/2015 à 17 h 30 | 27/06/2015 à 17 h 30 |
|  | Italie               | 5                   |                |   | 27/06/2015 à 17 h 30 | 27/06/2015 à 17 h 30 |
|  | Italie               | 5                   | Italie         | 6 |                      |                      |
|  | 26/06/2015 à 21 h 15 |                     | Italie         | 6 |                      |                      |
|  |                      | France              | 3              |   |                      |                      |
|  | Chili                | France              | 3              | 2 |                      |                      |
|  | Chili                |                     |                | 2 |                      |                      |
|  | France               | 3                   |                |   |                      |                      |
|  | France               | 3                   | Septième place |   |                      |                      |
|  |                      |                     |                |   |                      |                      |
|  | 27/06/2015 à 15 h 45 |                     |                |   |                      |                      |
|  |                      |                     |                |   |                      |                      |
|  | Mozambique           | 8                   |                |   |                      |                      |
|  | Mozambique           | 8                   |                |   |                      |                      |
|  | Chili                | 5                   |                |   |                      |                      |
|  | Chili                | 5                   |                |   |                      |                      |

##### Matchs du second tableau - place 9 à 16
Le Brésil et la Colombie sont deux équipes aux niveaux assez semblables. Mais lors de leur rencontre, ce sont les Brésiliens qui l'emporte par trois buts contre un. Dans la rencontre opposant l'Autriche à l'Afrique du Sud, les européens l'emportent aisément bien les africains sauvent leur honneur en inscrivant un unique but. 
Pourtant classée cinquième meilleure équipe mondiale au classement Elo, l'Angola n'a pas réussi à atteindre les quarts de finale. Bien qu'elle ait accroché l'équipe d'Espagne, elle n'est pas parvenue à battre la France ce qui la condamne à se contenter de jouer la deuxième partie du classement. Lors de sa première rencontre de la seconde phase, l'Angola rencontre l'équipe d'Angleterre. Les Angolais l'emportent facilement avec l'aide des quatre buts d'André Centeno, ainsi que des doublés de Big, Payero, Joy et Márcio. Les Africains rejoignent ensuite le Brésil. La domination n'est pas aussi marquée que lors des précédentes rencontres, mais les Africains l'emportent sur les Américains. 
L'équipe suisse dispute son premier match de classement face aux Pays-Bas. La rencontre est longtemps incertaine, les deux équipes répliquant à chaque but. Les Helvètes finissent par s'imposer d'un unique but. Les Suisses rencontrent ensuite les frontaliers d'Autriche. Le manque de réalisme des Autrichiens devant la cage fait pencher le score en faveur de la Suisse, alors que la rencontre est équilibrée. L'Angola rencontre la Suisse dont l'enjeu pour ces deux équipes est d'obtenir la neuvième place du mondial. Ces deux équipes se sont déjà disputés cette même place lors du précédent mondial en 2013 dont l'Angola est hôte. Le triplé de Payero ainsi que le but de Márcio permet à l'Angola de réitéré sa performance de 2013 en s'emparant de la 9e place au détriment de la Suisse 10e. 
Des matchs opposent les quatre perdants des quarts de finales : ce sont l'Angleterre et la Colombie qui s'affrontent en premier. Les Sud-Américains n'ont aucune difficulté à maitriser leurs adversaires en menant de trois buts à la pause. Ils finissent par l'emporter sur le score de sept buts à un. Dans la seconde rencontre, les Pays-Bas jouent contre l'Afrique du Sud. Les Européens sont dominateurs et l'emportent aisément, marquant à neuf reprises. 
Pour le match de la dernière place entre l'Angleterre et l'Afrique du Sud, les Anglais prennent facilement l'avantage en menant par cinq buts à rien. Cependant les Africains, par l'intermédiaire d'Araujo, parviennent à remonter au score. Il faut attendre le sixième but anglais pour éviter l'égalité. Mais cela n'évite pas aux deux équipes de terminer dans la zone de relégation. Dans le second match à enjeux pour la relégation, la Colombie parvient à se détacher des Pays-Bas et envoient les européennes dans le groupe « B » de la prochaine édition du championnat du monde. 
|  | Places 9 à 16        | Places 9 à 16        |                      |                      | Places 9 à 12        | Places 9 à 12        |   |  | Neuvième place       | Neuvième place       |
|  | Places 9 à 16        | Places 9 à 16        |                      |                      | Places 9 à 12        | Places 9 à 12        |   |  | Neuvième place       | Neuvième place       |
|  |                      |                      |                      |                      |                      |                      |   |  |                      |                      |
|  | 25/06/2015 à 8 h 30  | 25/06/2015 à 8 h 30  |                      |                      | 26/06/2015 à 11 h 50 | 26/06/2015 à 11 h 50 |   |  | 27/06/2015 à 13 h 30 | 27/06/2015 à 13 h 30 |
|  | 25/06/2015 à 8 h 30  | 25/06/2015 à 8 h 30  |                      |                      | 26/06/2015 à 11 h 50 | 26/06/2015 à 11 h 50 |   |  | 27/06/2015 à 13 h 30 | 27/06/2015 à 13 h 30 |
|  | Angola               | 12                   |                      |                      | 26/06/2015 à 11 h 50 | 26/06/2015 à 11 h 50 |   |  | 27/06/2015 à 13 h 30 | 27/06/2015 à 13 h 30 |
|  | Angola               | 12                   |                      |                      | 26/06/2015 à 11 h 50 | 26/06/2015 à 11 h 50 |   |  | 27/06/2015 à 13 h 30 | 27/06/2015 à 13 h 30 |
|  | Angleterre           | 0                    |                      |                      | 26/06/2015 à 11 h 50 | 26/06/2015 à 11 h 50 |   |  | 27/06/2015 à 13 h 30 | 27/06/2015 à 13 h 30 |
|  | Angleterre           | 0                    | Angola               | 3                    |                      |                      |   |  | 27/06/2015 à 13 h 30 | 27/06/2015 à 13 h 30 |
|  | 25/06/2015 à 13 h 30 |                      | Angola               | 3                    |                      |                      |   |  | 27/06/2015 à 13 h 30 | 27/06/2015 à 13 h 30 |
|  |                      | Brésil               | 2                    |                      |                      |                      |   |  | 27/06/2015 à 13 h 30 | 27/06/2015 à 13 h 30 |
|  | Brésil               | Brésil               | 2                    | 3                    |                      |                      |   |  | 27/06/2015 à 13 h 30 | 27/06/2015 à 13 h 30 |
|  | Brésil               |                      |                      | 3                    |                      |                      |   |  | 27/06/2015 à 13 h 30 | 27/06/2015 à 13 h 30 |
|  | Colombie             | 1                    |                      |                      |                      |                      |   |  | 27/06/2015 à 13 h 30 | 27/06/2015 à 13 h 30 |
|  | Colombie             | 1                    | Angola               | 4                    |                      |                      |   |  |                      |                      |
|  | 25/06/2015 à 11 h 50 |                      | Angola               | 4                    |                      |                      |   |  |                      |                      |
|  |                      | Suisse               | 3                    |                      |                      |                      |   |  |                      |                      |
|  | Autriche             | Suisse               | 3                    | 5                    |                      |                      |   |  |                      |                      |
|  | Autriche             | 26/06/2015 à 13 h 30 |                      | 5                    |                      |                      |   |  |                      |                      |
|  | Afrique du Sud       | 1                    |                      |                      |                      |                      |   |  |                      |                      |
|  | Afrique du Sud       | 1                    | Autriche             | 2                    |                      |                      |   |  |                      |                      |
|  | 25/06/2015 à 10 h 10 | 25/06/2015 à 10 h 10 | Autriche             | 2                    | Onzième place        | Onzième place        |   |  |                      |                      |
|  | 25/06/2015 à 10 h 10 | 25/06/2015 à 10 h 10 |                      | Suisse               | Onzième place        | Onzième place        | 5 |  |                      |                      |
|  | Suisse               | 6                    | 27/05/2015 à 11 h 50 | 27/05/2015 à 11 h 50 |                      |                      | 5 |  |                      |                      |
|  | Suisse               | 6                    | 27/05/2015 à 11 h 50 | 27/05/2015 à 11 h 50 |                      |                      |   |  |                      |                      |
|  | Pays-Bas             | 5                    |                      | Brésil               | 5                    |                      |   |  |                      |                      |
|  | Pays-Bas             | 5                    |                      | Brésil               | 5                    |                      |   |  |                      |                      |
|  |                      |                      |                      |                      |                      |                      |   |  | Autriche             | 3                    |
|  |                      |                      |                      |                      |                      |                      |   |  | Autriche             | 3                    |

|  | Places 13 à 16       | Places 13 à 16      |                 |   | Treizième place      | Treizième place      |
|  | Places 13 à 16       | Places 13 à 16      |                 |   | Treizième place      | Treizième place      |
|  |                      |                     |                 |   |                      |                      |
|  | 26/06/2015 à 8 h 30  | 26/06/2015 à 8 h 30 |                 |   | 27/06/2015 à 10 h 10 | 27/06/2015 à 10 h 10 |
|  | 26/06/2015 à 8 h 30  | 26/06/2015 à 8 h 30 |                 |   | 27/06/2015 à 10 h 10 | 27/06/2015 à 10 h 10 |
|  | Angleterre           | 1                   |                 |   | 27/06/2015 à 10 h 10 | 27/06/2015 à 10 h 10 |
|  | Angleterre           | 1                   |                 |   | 27/06/2015 à 10 h 10 | 27/06/2015 à 10 h 10 |
|  | Colombie             | 7                   |                 |   | 27/06/2015 à 10 h 10 | 27/06/2015 à 10 h 10 |
|  | Colombie             | 7                   | Colombie        | 4 |                      |                      |
|  | 26/06/2015 à 10 h 10 |                     | Colombie        | 4 |                      |                      |
|  |                      | Pays-Bas            | 2               |   |                      |                      |
|  | Afrique du Sud       | Pays-Bas            | 2               | 3 |                      |                      |
|  | Afrique du Sud       |                     |                 | 3 |                      |                      |
|  | Pays-Bas             | 9                   |                 |   |                      |                      |
|  | Pays-Bas             | 9                   | Quinzième place |   |                      |                      |
|  |                      |                     |                 |   |                      |                      |
|  | 27/06/2015 à 8 h 30  |                     |                 |   |                      |                      |
|  |                      |                     |                 |   |                      |                      |
|  | Angleterre           | 6                   |                 |   |                      |                      |
|  | Angleterre           | 6                   |                 |   |                      |                      |
|  | Afrique du Sud       | 5                   |                 |   |                      |                      |
|  | Afrique du Sud       | 5                   |                 |   |                      |                      |

### Classement final
| Rang   | Équipe         |
| ------ | -------------- |
| 1er    | Argentine      |
| 2e     | Espagne        |
| 3e     | Portugal       |
| 4e     | Allemagne      |
| 5e     | Italie         |
| 6e     | France         |
| 7e     | Mozambique     |
| 8e     | Chili          |
| 9e     | Angola         |
| 10e    | Suisse         |
| 11e    | Brésil         |
| 12e    | Autriche       |
| 13e    | Colombie       |
| 14e    | Pays-Bas       |
| 15e    | Angleterre     |
| 16e    | Afrique du Sud |
| Source |                |

#### Désillusion espagnole
La défaite de l'équipe d'Espagne cinq fois championne du monde en titre est un évènement inattendu. La sélection ibérique qui n'a pas perdu un seul match depuis 2003, connaît quelques difficultés depuis le championnat d'Europe de 2014. Durant cette compétition, elle connaît ses deux premiers matchs nuls depuis plus dix ans, qui mettent un terme à une série de 63 victoires consécutives et l'empêchent d'obtenir le titre européen.
En début de compétition, en phase de poule, des fragilités sont perceptibles. L'équipe d'Angola parvient à mettre en grande difficultés l'Espagne en neutralisant son attaque et en réalisant une défense très solide. Les champions du monde en titre parviennent néanmoins à remporter le match après la séance de tirs au but. Contrairement aux trois précédentes finales, c'est l'Argentine qui s'impose en profitant d'un manque de cohésion et de motivation des joueurs adverses. Pour Quim Paüls, la défaite n'est pas liée à un défaut de préparation ; il s'agit seulement du « cercle d'une génération [qui] se referme ».

#### Célébrations du titre

##### Retour en Argentine
L'équipe d'Argentine a d'abord atterri à Buenos Aires à l'aéroport d'Ezeiza. Durant l'escale, David Páez, le vétéran de l'équipe en profite pour annoncer l'arrêt de sa carrière. Puis les Argentins se rendent à l'aéroport Francisco Gabrielli de Mendoza où la foule l'attend. Lucas Ordoñez, qui a voyagé seul car aucun billet ne lui avait été réservé à l'avance, a l'honneur de descendre le premier de l'avion avec la coupe. Dans la nuit de lundi, les joueurs sont ensuite transférés à San Juan pour parader dans un cortège de plus de 50 000 personnes dont 10 000 à San Juan, dans un camion des autorités locales. Le cortège défilant au pas, passe d'abord à l'Estadio Bicentenario puis se rend à l'Estadio Aldo Cantoni, temple du rink hockey argentin. Ils sont accueillis par des milliers des personnes dont des dirigeants, des anciens joueurs, des politiques...

##### Honneurs argentins
Les performances de l'équipe nationale, équipe sportive la plus titrée d'Argentine, sont remarquées par la Sénatrice Nationale Marina Raquel Riofrío. Originaire de San Juan, comme la majorité des joueurs de la sélection, elle impulse la demande pour l'obtention de la Mention d'Honneur Senador Domingo Faustino Sarmiento qui est la plus haute distinction remise par le Sénat.
Accompagnée par l'équipe féminine, également championne du monde après sa victoire en 2014 à Tourcoing
, l'équipe masculine reçoit cette distinction le 14 juillet 2015 dans la Chambre Bleu du Sénat. Les capitaines Luciana Agudo et Carlos López prennent la parole au nom de leurs équipes, en saluant l'importance de la distinction qui reconnait le long travail effectué. Le vice-gouverneur Sergio Uñac souligne la nécessité de la retransmission du rink hockey au niveau national et fait une demande à l'Ente Nacional de Alto Rendimiento Deportivo pour qu'elle le reçoive en son sein. L'année suivante du titre mondial, le gouvernement de la province de San Juan promet de couvrir l'ensemble des terrains de rink hockey de la ville, qui sont au nombre de 30 dans la province. En mai 2018, le club du Deportivo Unión Estudiantil est le cinquième à inaugurer une toiture liée à ce programme et en quatre ans et demi, un total de quinze terrains sont couverts.

### Classement buteurs
| Rang   | Joueur                      | Sélection      | Buts |
| ------ | --------------------------- | -------------- | ---- |
| 1      | Massimo Tataranni           | Italie         | 15   |
| 2      | Carlos Nicolia              | Argentine      | 11   |
| 3      | Martin Payero               | Angola         | 10   |
| -      | Lucas Ordoñez               | Argentine      | 10   |
| -      | Nuno Araujo                 | Mozambique     | 10   |
| 6      | Pedro Gil                   | Espagne        | 9    |
| -      | Gonçalo Alves               | Portugal       | 9    |
| -      | João Rodrigues              | Portugal       | 9    |
| 9      | Lucas Karschau              | Allemagne      | 8    |
| -      | David Huber                 | Autriche       | 8    |
| -      | José « Rafa » Costa         | Portugal       | 8    |
| -      | Gaël Jimenez                | Suisse         | 8    |
| 13     | Cláudio Araújo              | Afrique du Sud | 7    |
| -      | Josep Lamas                 | Espagne        | 7    |
| -      | Carlo Di Benedetto          | France         | 7    |
| -      | Federico Ambrosio           | Italie         | 7    |
| -      | Mário « Marinho » Rodriguez | Mozambique     | 7    |
| -      | Pascal Kissling             | Suisse         | 7    |
| Source |                             |                |      |

## Aspects socio-économiques du mondial

### Partenaires
Les partenaires de la compétition se divisent en deux catégories : les partenaires institutionnels et les partenaires privés. Les partenaires institutionnels sont la région Pays de la Loire, le Conseil général de la Vendée qui prête le complexe sportif Vendéspace, la ville de La Roche-sur-Yon finançant elle le parquet de l’entreprise vicomtaise Le Parqueteur vendéen, d'une valeur de 100 000 euros. Les autres partenaires institutionnels sont les organismes structurant le rink hockey à différents niveaux : la Fédération internationale de roller sports, la Fédération Française de Roller Sports, la Ligue régionale des Pays de la Loire et le Comité Départemental Vendée. D'autre part, trente-neuf entreprises sont partenaires privés de la compétition.

### Couverture médiatique
La FIRS retransmet l'intégralité de la compétition en direct sur son site FIRS-TV.
Seules trois chaînes de télévision retransmettent en direct et en intégralité des matchs du mondial. Il s'agit de chaines des trois plus importantes nations européennes de rink hockey où la discipline y est professionnelle. Au Portugal, RTP2, chaîne généraliste publique portugaise diffuse tous les matchs de l'équipe du Portugal. Pour le frontalier espagnol, Teledeporte, chaîne sportive publique diffuse quant à elle les matchs de l'équipe d'Espagne. En Italie, la Rai Sport 1, chaîne sportive privée, diffuse tous les matchs de l'équipe d'Italie en direct, à l'exception du match Italie-Colombie, qui peut toutefois être suivi sur la web-TV RaiWeb. La finale est aussi retransmise en direct. Mais elle ne l'aurait pas été si l'Italie avait disputé la petite finale pour la troisième place. En Argentine, l'ensemble des matchs de l'équipe nationale est commenté en direct par Radio Blu, une radio de San Juan qui a spécialement dépêché de nombreux journalistes. 
En France, aucun match n'est diffusé en direct ou en décalé mais différentes chaînes réalisent quelques reportages couvrants l'événement : France 3 Pays de la Loire consacre des reportages à l'événement dans l'émission Soyons sport ! mais aussi au journal télévisé 19/20. Le magazine sportif 85 chrono de la chaîne locale TV Vendée réalise une édition spécial mondial. De même, les chaînes spécialisées BeIN Sports et L'Équipe 21 consacrent aussi des reportages à la compétition. Le faible intérêt médiatique fait que les conférences de presse sont désertées par les journalistes français.

### Actions de promotion
Avant la compétition, en novembre 2014, le président du comité organisation Lucas Gaucher déclare espérer accueillir 3 721 spectateurs par matchs,. Afin de parvenir à cet objectif, la FFRS a organisé une tournée promotionnelle de l'équipe de France à travers tout le pays. Ainsi, de novembre 2014 à mars 2015, l'équipe a disputé 13 matchs de préparations contre des équipes locales évoluant en Nationale 1 et contre des équipes régionales. D'après le sélectionneur Fabien Savreux, le succès promotionnel est complet. Le journal Le Télégramme relate même que certains matchs se sont déroulés devant « un bon millier de spectateurs » et « les acteurs ont signé des autographes ». Afin de promouvoir l’événement, la fédération organise aussi la vente de maillots officiels de l'équipe de France, à destination de tous les licenciés de la discipline. L'objectif d'affluence est parfaitement rempli puisque le 19 juin, à la veille du début de la compétition, toutes les places sont vendues pour la cérémonie d'ouverture ainsi que pour la finale, au total, 3 200 places sont réservées, soit en moyenne 1 885 par match. 
Durant la compétition, plus de 3 000 élèves d'écoles vendéennes sont accueillis. L'objectif est de faire connaître la discipline en faisant découvrir la pratique du patinage, le maniement de la crosse, tout en assistant à la compétition. Les activités, proposées quotidiennement à une quinzaine d'écoles, sont encadrées par des éducateurs diplômés.